# Вільям Скорейко
Вільям Скорейко (англ. William Skoreyko; нар. 8 грудня 1922, Едмонтон, Альберта, Канада — пом. 28 вересня 1987, Едмонтон, Альберта, Канада) — канадський підприємець та політик українського походження. Власник СТО та член Парламенту Канади з 1958 по 1979 рік.

## Біографія
Народився 1922 року в Едмонтоні, Альберта. Вперше балотувався до Палати громад Парламенту Канади на виборах 1958 року, де переміг чинного члена парламенту Емброуза Головача. 1962 року на чергових виборах знову виграв, цього разу у Джона Декора та колишнього прокурора Альберти Люсьєна Мейнарда. 1963 року знову переміг Мейнарда та майбутнього мера Едмонтона Айвора Дента. 1965 року виграв у сина прем'єра Альберти Престона Меннінга.
1979 року подав у відставку, пропрацювавши у парламенті протягом сімох термінів, так і не програвши жодного разу вибори. 